# کلوین گاستلوم
کلوین گاستلوم (انگلیسی: Kelvin Gastelum؛ زادهٔ ۲۴ اکتبر ۱۹۹۱) ورزشکار هنرهای رزمی ترکیبی اهل ایالات متحده آمریکا است.
او در حال حاضر در بخش میان وزن مسابقات قهرمانی مبارزه نهایی (سازمان یواف‌سی) رقابت می‌کند. گاستلوم پس از پیروزی در مسابقات The Ultimate Fighter 17 در سال ۲۰۱۳، قراردادی با یواف‌سی منعقد کرد. گاستلوم همچنین در بخش میان وزن نیز رقابت کرده است.